# 愛宕松男
愛宕 松男（おたぎ まつお、1912年2月8日 - 2004年6月17日）は、東洋史学者、東北大学名誉教授。

## 経歴
1912年、京都府生まれ。1935年、京都帝国大学文学部史学科を卒業。1951年より東北大学文学部教授。1959年に『キタイ部族制社会の研究』を京都大学に提出して文学博士。1974年に定年退官し名誉教授。
退官後は京都女子大学教授となった。2004年6月17日、肺炎のため死去。
子息の愛宕元も東洋史学者（京都大学名誉教授）だった。

## 研究内容・業績
- 専攻は元朝史など中国征服王朝史。また陶磁器を中心とした産業史、戯曲・演劇史に関する著作もある。
- マルコ・ポーロ『東方見聞録』の翻訳で知られ、長年重版している。

## 著書
- 『忽必烈汗』支那歴史地理叢書：冨山房 1941年
- 『契丹古代史の研究』東洋史研究叢刊 東洋史研究会 1959年
- 『世界の歴史 11 アジアの征服王朝』河出書房新社 1969年 普及版1978年 / 河出文庫 1989年 電子書籍で再刊
- 『愛宕松男東洋史学論集』全5巻、三一書房 1987-1990年
  - 第1巻 中国陶瓷産業史
  - 第2巻 中国社会文化史
  - 第3巻 キタイ・モンゴル史
  - 第4巻 元朝史
  - 第5巻 東西交渉史

共著
- 『中国の歴史 6 元・明』寺田隆信共著 講談社 1974年
  - 『モンゴルと大明帝国』講談社学術文庫 1998年

訳注
- マルコ・ポーロ『東方見聞録 1・2』
  - 平凡社東洋文庫 1970-1971年、電子書籍で再刊
  - 平凡社ライブラリー 2000年、電子書籍で再刊
  - 『マルコ・ポーロの旅　東方見聞録』平凡社 1983-1984年。選書判
- 藍浦『景徳鎮陶録』全2巻、平凡社東洋文庫 1987年、電子書籍で再刊